# Kolhorn
Kolhorn est un village situé dans la commune néerlandaise de Hollands Kroon, dans la province de la Hollande-Septentrionale. Avant la création de cette commune par la fusion des quatre communes, le 1er janvier 2012, Kolhorn était une part de la commune de Niedorp.

## Notes et références

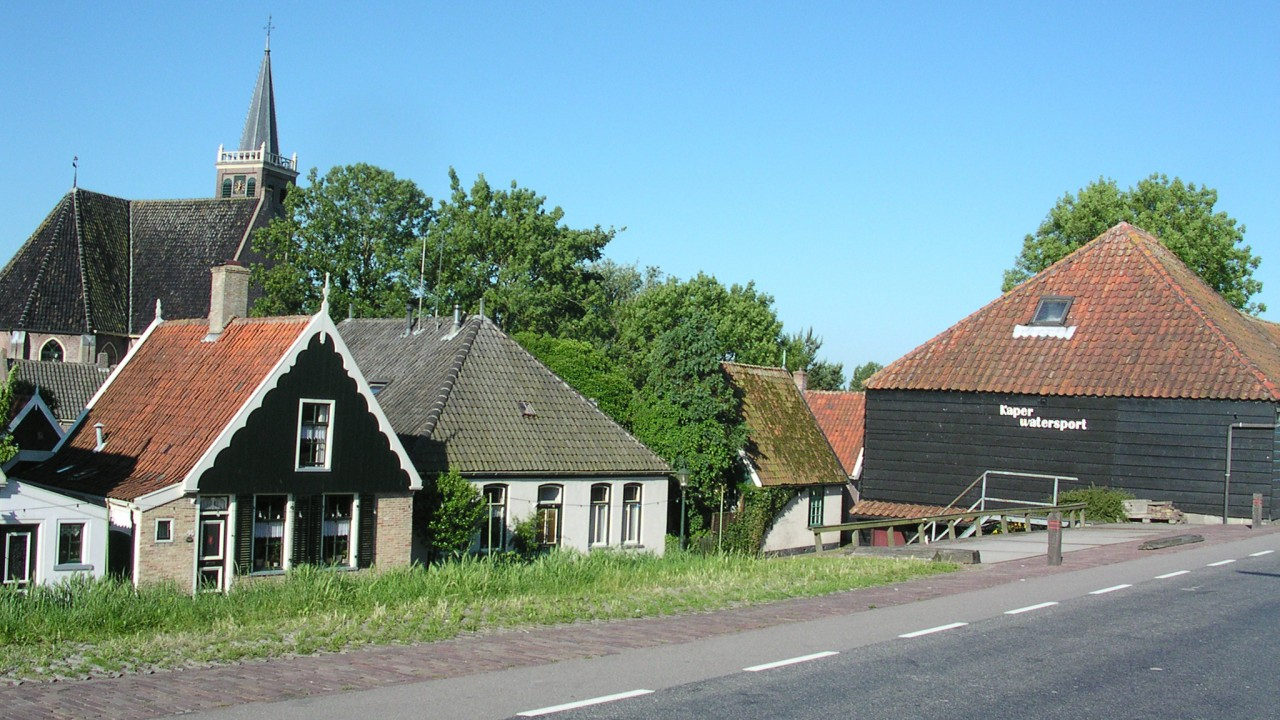
Vue sur Kolhorn.